# Mittainville
Mittainville – miejscowość i gmina we Francji, w regionie Île-de-France, w departamencie Yvelines.
Według danych na rok 1990 gminę zamieszkiwały 434 osoby, a gęstość zaludnienia wynosiła 41 osób/km² (wśród 1287 gmin regionu Île-de-France Mittainville plasuje się na 842. miejscu pod względem liczby ludności, natomiast pod względem powierzchni na miejscu 346.).